# Edith Anne Robertson
Edith Anne Robertson (Glasgow, 1883. január 10. – 1973. január 31.) skót költő, aki angol és skót nyelven egyaránt írt verseket.

## Életpályája
Glasgowban született Jane Louisa Faulds és Robert Stewart építészmérnök gyermekeként. Tanulmányait a Glasgow High School for Girlsben végezte. Gyermekkorában a család Németországban és Angliában, Surreyben élt.
1919-ben összeházasodott prof. James Alexander Robertson aberdeeni lelkipásztorral, és Aberdeenbe költöztek, ahol a férj az United Free Church College tanára lett. 
Edith Anne Robertson munkássága erős keresztény hitét, illetve északkelet Skócia kultúrájához és nyelvjárásához való kötődését tükrözi. 1930-ban jelent meg Carmen Jesu Nazereni című kötete, amely az evangéliumok verses változata. Megírta Xavéri Szent Ferenc életrajzát, amely a The Harvard Theological Review recenzója szerint „hasznos, gondosan van megalkotva, ismeri a legfontosabb forrásokat és a kortárs szakirodalmat […],” de „nem képes erőteljesen közvetíteni magának a szentnek a varázsát.” Kiadta Walter de la Mare és Gerard Manley Hopkins egy-egy verseskötetét, amelyeket skót nyelvre fordított.
A korszak irodalmi köreinek számos alakjával levelezett (Marion Angus, David Daiches, Flora Garry, Nan Shepherd, Douglas Young, Samuel Beckett).
1953-ban Douglas Young így írt Edith Anne Robertson Voices című kötetéről: "igazán megdöbbentő kihívás azoknak, akik szerint a lallans képtelen a gondolat közvetítésére (ahogy E. Muir óvatlanul állította a 'Scott and Scotland' című művében) és képtelen az érzelmek finomságainak kifejezésére (ahogy MacCraig túl gyakran állítja).  Ráadásul betölti azt a hiányt, amelyet (a Nelson-antológiában) hangsúlyoztam, amikor megjegyeztem a skót misztikus versek viszonylagos hiányát.

## Művei
- Edith Anne Stewart – David Macdonald: The Life of St. Francis Xavier: Evangelist, Explorer, Mystic. [London]: Headley bros. Limited. 1917.
- Edit Anne Robertson: He is Become My Song: Carmen Jesu Nazareni. New York: Macmillan. 1930.
- Edit Anne Robertson: Francis Xavier: Knight errant of the cross, 1506–1552. London: Student Christian movement press. 1930.
- Edit Anne Robertson: Voices frae the city o trees: and ither voices frae nearbye. Edinburgh: M. MacDonald. 1955.
- Edit Anne Robertson: Poems Frae the Suddron O Walter De La Mare Made Ower Intil Scots By Edith Anne Robertson with a Foreword By Walter De La Mareloc=Edinburgh. (hely nélkül): M MacDonald. 1955.
- Edit Anne Robertson: Collected ballads and poems in the Scots tongue. Aberdeen: Aberdeen University Press. 1967.
- Edit Anne Robertson: Translations Into the Scots Tongue of Poems By Gerard Manley Hopkins. Aberdeen: Aberdeen University Press. 1968.
- Edit Anne Robertson: Forest voices, and other poems in English. Aberdeen: Aberdeen University Press. 1969.  ISBN 0900015012
- Edit Anne Robertson: Mair like a dream, radio script describing life on Aberdeenshire farm, 1860–80.  (négy részes rádiósorozat)

## Fordítás
- Ez a szócikk részben vagy egészben  az   Edith Anne Robertson című angol Wikipédia-szócikk ezen változatának fordításán alapul.  Az eredeti cikk szerkesztőit annak laptörténete sorolja fel. Ez a jelzés csupán a megfogalmazás eredetét és a szerzői jogokat jelzi, nem szolgál a cikkben szereplő információk forrásmegjelöléseként.